# Георгій-Геннадій (Юрій) Бізанцій
Георгій-Геннадій Бізанцій (1656—1733) — церковний та освітній діяч кінця XVII-першої чверті XVIII ст., єпископ титулярний севастійський і Мукачівський ((єпископ Мукачівської єпархії)) у 1716—1733 роках. Добився рівноправности свого духовенства з духовенством латинського обряду; провів реорганізацію церковного та культурного життя на Закарпатті; 1727 видав у Трнаві «Краткое припадковъ моральныхъ, или нравныхъ собраніє».

## Біографія

«Краткое припадковъ моральныхъ, или нравныхъ собраніє» від Бізанція із р. 1727, надруковано в Трнаві

Народився в с. Великий Раковець Угоцького комітату (нині Іршавський район. Освіту — філософську та теологічну — здобув у Трнавському університеті і був рекомендований єпископу де Камелісу. Служив священиком в Калло (1703 р.), пізніше був обраний архідияконом і візитатором Бігарського комітату. Після смерті єпископ Йосифа де Камеліса Апостольська столиця у Римі не визнала єпископом о. Йосифа (Івана) Годермарського, заіменованого цісарем Йосифом І. Це сталося через інтриги угорського латинського духовенства на чолі з єпископом Егеру, який прагнув собі підпорядкувати Мукачівську єпархію. Наслідком тривалого протистояння, єгерський єпископ у порозумінні з примасом Угорщини 17 квітня 1715 р. призначив Геннадія Бізанція єпископським вікарієм для греко-католиків. У цьому знайшли вираження претензії на домінування Егеру над Мукачевом.
Постригшись у ченці, Георгій Бізанцій прийняв монаше ім'я Геннадій та перебрав настоятельство Мукачівського монастиря — це був традиційний крок мукачівських єпископів: вони були і владиками, і настоятелями головного у єпархії монастиря — Мукачівського.
5 лютого 1716 р. Папа римський Климент ХІ видав грамоту, якою іменував Геннадія Юрія Бізанція «апостольським вікарієм в Мукачівській єпархії та інших здобутих територіях Мадярщини». Через два місяці цей же Папа надав владиці титул єпископа севастійського.
9 грудня 1716 р. Геннадій Юрій Бізанцій прийняв єпископські свячення від київського унійного митрополита Лева Кишки.
Мукачівський єпископ отримав запрошення від київського митрополита на Замойський синод 1720 р., але єгерський єпископ перешкодив цьому. І все ж, постанови цього синоду набули чинності у Мукачівській єпархії у 1726—1727 рр.
Владика Геннадій Юрій Бізанцій відзначався жертовністю і старанністю, тісно співпрацював із василіянським монашеством та всіляко опирався намаганням єгерського єпископа заперечити існування Мукачівської єпархії.
Помер 3 липня 1733 р. на 77 році життя, і похований на Чернечій горі в Мукачеві.

## Закладка нової церкви у Повчі
З іменем єпископа Бізанція зв'язана закладка нової церкви у Повчі: для закарпатських русинів-українців Маріяповч став місцем численних прощ, а чудотворна ікона Пресвятої Богородиці — їхньою Покровителькою. З тих пір село стає місцем регулярних відпустів, яке відвідують, крім греко-католиків, і вірники інших конфесій.
Дерев'яна церковця, де знаходилася ікона, вже не могла вмістити такої великої кількості паломників, тому 8 вересня 1731 р. єпископ Мукачівський Геннадій Бізанцій заклав камінь нового храму. Його справу продовжили єпископи Сімеон Ольшавський і Гавриїл Блажовський, а завершив єпископ Мануїл Ольшавський (1700 — єп. з 1743—1767), могила якого знаходиться у церковній крипті.

## Відновлення Красно-Брідського монастиря
Словацьке село Красний Брід лежить за годину їзди від Малого Березного. Село маленьке — чотири сотні мешканців, але знане за сотні кілометрів завдяки своєму монастирю.
Обитель засновано ще на зламі XIV—XV ст. За народними переказами, це зробив князь Федір Корятович.
Згодом навколо обителі виросло село. Перша згадка про нього дійшла з 1557 р. Спершу монастир був дерев'яним, кілька разів монастир знищували.
1603 р. його спалив один з графів Другетів, але після того потрапив в аварію і за порадою лікарів мусив відновити обитель. 1706—1708 р. монастир потерпів під час чергової війни і пару десятиліть не діяв.
1729 р. його відновив вже у камені єпископ Геннадій Бізанцій. Монахи збудували велику церкву, яку освятив 1752 р. єпископ Михайло Ольшавський. До храму уміщено старовинну ікону Божої Матері, яку 1769 р. реставрував галицький монах-іконописець Михайло Сплавинський.
Саме до неї ще з XVI ст. почалися паломництва, які з середини XVIII ст. переросли у традиційні відпусти, на них з року в рік приходили тисячі людей. Після створення Пряшівської єпархії монастир ста головним її відпусковим місцем. Саме тут 17 червня 1821 р. був рукоположений перший пряшівський єпископ Григорій Маркович, якого висвятив мукачівський владика Олександр Повч.